# K. Riis-Hansen
Kristen Riis-Hansen (26. september 1876 i Lødderup på Mors – 8. september 1937 på Frederiksberg) var uddannet nationaløkonom (cand.polit.) og departementschef i Told- og Revisionsdepartementet fra 1916. 
Han var trafikminister i forretningsministeriet Friis fra april til maj i 1920. Samme år blev han forligsmand. Han var indtrådt som direktør i Landmandsbanken kort før krakket, og blev sammen med den øvrige ledelse kendt skyldig i overtrædelse af aktieselskabsloven. I 1928 blev han igen forligsmand og høstede stor anerkendelse for sin indsats.
Han er begravet på Solbjerg Parkkirkegård.